# 라이프 애프터 베스
《라이프 애프터 베스》(영어: Life After Beth)는 2014년 공개된 미국의 좀비 로맨틱 코미디 영화이다.
2014년 1월 9일 제30회 선댄스 영화제에서 전 세계 최초로 상영되었으며 경쟁작이었다.

## 줄거리
잭은 여자친구 베스가 등산 중 독뱀에 물려 사망하자 비탄에 빠진다. 그러나 매장되었던 베스는 되살아나 집으로 돌아온다. 기쁨도 잠시, 베스는 폭력 성향을 보이고 괴력을 행사하며 좀비화되어 간다.

## 출연진
- 데인 더한
- 오브리 플라자
- 존 C. 라일리
- 몰리 섀넌
- 셰릴 하인스
- 폴 라이저
- 매슈 그레이 구블러
- 애나 켄드릭
- 폴 와이츠
- 앨리아 쇼캣
- 애덤 팰리
- 짐 오헤어
- 게리 마셜
- 토머스 맥도널
- 롭 딜레이니
- 닉 오퍼먼

## 기타 제작진
- 라인 제작: 트레이시 랜던
- 배역: 코트니 샤이닌, 니콜 대니얼스
- 미술: 마이클 그레이즐리